# Elatostema hanseatum
Elatostema hanseatum es una especie de planta del género Elatostema, perteneciente a la familia Urticaceae.

## Taxonomía
Elatostema hanseatum fue descrita por H. Schroet. en 1935.

## Distribución
Se encuentra en el territorio de Borneo.